# Naturschutzgebiet Sperrenberg
Das Naturschutzgebiet Sperrenberg mit einer Größe von 5,9 ha liegt südlich von Wiemeringhausen im Stadtgebiet von Olsberg im Hochsauerlandkreis. Das Gebiet wurde 2004 mit dem Landschaftsplan Olsberg durch den Hochsauerlandkreis als Naturschutzgebiet (NSG) ausgewiesen.

## Gebietsbeschreibung
Beim NSG handelt es sich um Grünland Bereich im Wald mit extensiv beweideten Feucht-, Nass- und Magergrünland. Im Gebiet gibt es Sickerquellen. 
Nördlich grenzt das Landschaftsschutzgebiet Rodungsinsel Sperrenberg mit weiterem Grünland an. Südlich grenzt es an das Stadtgebiet von Winterberg mit dem Naturschutzgebiet Der Stein. Südöstlich grenzt das Naturschutzgebiet Ruhrleggen und sonst das Landschaftsschutzgebiet Olsberg.

## Schutzzweck
Im NSG soll der dortige Grünland geschützt werden. Wie bei allen Naturschutzgebieten in Deutschland wurde in der Schutzausweisung darauf hingewiesen, dass das Gebiet „wegen der Seltenheit, besonderen Eigenart und Schönheit des Gebietes“ zum Naturschutzgebiet wurde.